# I Still Haven't Found What I'm Looking For
I Still Haven't Found What I'm Looking For drugi je singl sastava U2 s albuma The Joshua Tree iz 1987. godine. Pjesma je postala vrlo poznata i bila je druga pjesma sastava na Billboardovom Hot 100 Chart. Nominirana je za Grammya za najbolji singl i bila je na trećem mjestu Rolling Stoneove liste najboljih singlove te godine.
Tijekom snimanja albuma The Joshua Tree članovi U2-a slušali su dosta gospel glazbu. Ideja za pjesmu dolazi od jedne druge pjesme koju je sastav nazvao "The Weather Girls" a zatim je snimljena inačica ove pjesme. Producent Daniel Lanois nije volio prvu pjesmu osim Larry Mullenove dionice na bubnjevima, što se kasnije može čuti u pozadini pjesme "I Still Haven't Found What I'm Looking For". Nitko ovaj cijeli projekt nije uzeo s ozbiljnošću zato što je odstupao od svega što je U2 do tada napravio. Ipak kad je pjesma snimljena uvidjeli su da su napravili nešto specijalno. Bonoovo pjevanje trebalo je dočarati osjećaj duhovnosti, o čemu tekst pjesme i govori. 
Glazbeni video za pjesmu snimljen je u Las Vegasu tijekom turneje i promocije albuma The Joshua Tree.
"I Still Haven't Found What I'm Looking For" je pjesma sastava U2 koja je doživjela najviše obrada. Rolling Stone magazin ju je stavio 2004. godine na 93. mjesto svoje liste 500 najboljih pjesama svih vremena.